# Orvosegyetem Sport Club
Orvosegyetem Sport Club (kratica: OSC) je mađarsko športsko društvo iz Budimpešte.
Utemeljeno je 1956.
Ima nekoliko odjela:
- karataški
- rukometni
- nogometni
- odbojkaški
- teniski
- badmintonski
- triatlonski
- mačevalački
- gimnastičarski
- plivački
- vaterpolski

## Vanjske poveznice
- Službene stranice  Arhivirana inačica izvorne stranice od 12. srpnja 2010. (Wayback Machine)